# Sumatra Utara
Sumatra Utara är en provins på norra Sumatra i Indonesien. Längre stavning "Sumatera" var tidigare vanlig men anses numera som felaktig .

## Administrativ indelning
Provinsen är indelad i 25 distrikt och 8 städer. Provinsens yta uppgår till 71 680,68 km² och dess befolkning var 2010 12 985 075 invånare.
Distrikt (Kabupaten)
- Asahan, Batu Bara, Dairi, Deli Serdang, Humbang Hasundutan, Karo, Labuhan Batu, Labuhan Batu Selatan, Labuhan Batu Utara, Langkat, Mandailing Natal, Nias, Nias Barat, Nias Selatan, Nias Utara, Padang Lawas, Padang Lawas Utara, Pakpak Bharat, Samosir, Serdang Bedagai, Simalungun, Tapanuli Selatan, Tapanuli Tengah, Tapanuli Utara, Toba Samosir

Städer (Kota):
- Binjai, Gunungsitoli, Medan, Padang Sidempuan, Pematang Siantar, Sibolga, Tanjung Balai, Tebingtinggi